# متحف دار عياد
متحف دار عياد ويعرف أيضا باسم دار المؤتمر، هو متحف تونسي قديم كان يقع في قصر هلال.

## المبنى
كان يقع المتحف في منزل تقليدي للمقاوم من أجل الاستقلال أحمد عياد. واحتضن المنزل أول مؤتمر للحزب الحر الدستوري الجديد في 1934. استقبلت دار عياد فيما بعد مقر التجمع الدستوري الديمقراطي، ثم بعد حله في 2011، جاءت فكرة تحويل المنزل إلى متحف للحركة الوطنية في 2018. إلا أنه سرعان ما تقرر غلق المتحف في سبتمبر 2019 وتحويل مجموعاته إلى تونس العاصمة.

## المجموعات
كانت مجموعات المتحف تتوزع على أربع قاعات، وكانت تتكون أساسا من عدة وثائق وصور تركز على مسار الانشقاقات داخل الحزب الحر الدستوري التي أدت إلى تأسيس الحزب الحر الدستوري الجديد في مؤتمر قصر هلال. كما يقدم المتحف عدة أحداث توالت بعد هذا المؤتمر.